# 橋口壮介
橋口 壮介（はしぐち そうすけ）は、幕末の薩摩藩士。同藩士橋口彦次の子。名は隷三。

## 略伝
鹿児島城下で誕生。幼少より大山綱良より薬丸自顕流を学び、後に造士館教導となる。また尊王を志して柴山愛次郎・奈良原幸五郎らと交流した。
文久2年（1862年）柴山と江戸詰めを命じられ、参府途中で島津久光率兵上洛を根拠に九州の諸士を糾合。また京都では清河八郎・田中河内介らと交流し、江戸着任後も有馬新七と連絡を取り合った。しかし思うように同志が集まらなかったため遂に江戸を出奔し、大坂で有馬・田中らと合流して九条尚忠・酒井忠義襲撃を計画する。しかし京都寺田屋での集合中に久光の派遣した鎮撫使に襲われて負傷し、その翌日切腹した。一説には寺田屋騒動当日に闘死したともいう。享年22。
明治24年（1891年）、従四位を追贈された。墓碑は京都市伏見区大黒寺の他多磨霊園にも橋口家の墓がある。